# PEACH:LIME//SHAKE
PEACH:LIME//SHAKE（ピーチライムシェイク）は、岸本早未の9枚目のシングル。

## 解説
前作の8ヶ月を超える1年の間隔をあけてリリースされたシングル。表題曲はTBS系バラエティ番組『激あま〜い』オープニングテーマ。
タイトルにかけて、渋谷のJ-POP CAFEにて岸本早未特集が組まれ、「ピーチライムシェイク」というドリンクを期間限定で販売していた。
CDには「ピーチカード」「ライムカード」のどちらかが封入されており、2つのパスワードを合わせると未発表曲の着うたがもらえるという企画があった。その未発表曲「WAKE UP MY SOUL」は2ヵ月後リリースのミニ・アルバム『LOVE DROPS』に収録されている。

## 収録曲
1. PEACH:LIME//SHAKE
作詞:岸本早未　作曲・編曲:後藤康二
2. Life☺enjoy
作詞:岸本早未　作曲:藤本貴則　編曲:NAKEDGRUN
3. JUMP!NG↑GO☆LET'S GO⇒ 〜883 Jumping 80's Mix〜
REMIX:Mr.Lee
4. PEACH:LIME//SHAKE ～Instrumental～